# Pink Martini
Pink Martini é uma banda de doze membros formada em Portland, Oregon. A banda foi criada pelo pianista Thomas M. Lauderdale em 1994. Eles misturam diversos gêneros musicais como a música latina, lounge, música clássica européia e jazz.

## História
Originalmente formado em Portland, Oregon, a banda Pink Martini fez a sua estreia europeia no Festival de Cinema de Cannes. Em 2003, entraram em turne por diversos países, incluindo França, Espanha, Portugal, Belgica, Suíça, Monaco, Grécia, Turquia, Taiwan, Líbano e Estados Unidos, tocando sozinhos ou acompanhados por diversas orquestras.
O seu álbum de estreia, Sympathique, foi lançado com selo próprio, Heinz Records (depois nomeado Lauderdale's dog) em 1997. Mais de 1 300 000 cópias foram vendidas no mundo inteiro.
Em Outubro de 2004, a banda lançou seu segundo álbum, Hang on Little Tomato, cuja capa mostra um homem segurando uma criança feliz em um fundo azul. As entradas para o show de lançamento do CD venderam tão rápido que a banda anunciou uma segunda noite de shows. Na transição do primeiro para o segundo álbum, o vocalista convidado Pepe Raphael deixou a banda para se concentrar em sua outra banda, Pepe and the Bottle Blondes. A vocalista principal China Forbes continuou a compor com Lauderdale que ajudou a banda a criar um som mais original. As músicas do Pink Martini aparecem em alguns filmes como Em Carne Viva, Enfermeira Betty, Josie e as Gatinhas, Tortilla Soup e Sr. & Sra. Smith, e foram usados em alguns seriados de televisão como Dead Like Me, Os Sopranos e The West Wing, entre outros. A música "No Hay Problema" foi incluida como música de fundo no Microsoft Windows Longhorn 3718 ao fazer o processo de ativação do sistema.
No álbum New Year's Eve, 2005, o Pink Martini tocou ao vivo no Arlene Schnitzer Concert Hall em Portland, Oregon. O show foi transmitido ao vivo na National Public Radio's Toast of the Nation, e gravado para um DVD ao vivo e mais tarde transmitido na rede pública de televisão dos Estados Unidos e da França.
Devido à sua formação acima da média (12 membros), a banda teve problemas em encontrar lugares em outras cidades para se apresentar. Com a ajuda do amigo da banda Norman Leyden começaram a se apresentar com várias orquestras atráves do país, conquistando assim mais fãs. No dia primeiro de Junho de 2007, a banda foi a convidada do programa de música Later with Jools Holland, da BBC.

## Formação
- China Forbes — vocais
- Thomas M. Lauderdale — piano
- Robert Taylor — trombone
- Gavin Bondy — trompete
- Paloma Griffin — violino
- Doug Smith — vibrafone e percussão
- Brian Lavern Davis — congas, bateria e percussão
- Derek Rieth — percussão
- Martin Zarzar — bateria
- Phil Baker — baixo
- Timothy Nishimoto — vocais e percussão
- Maureen Love — harpa

### Membros de tours
- Pansy Chang — violoncelo
- Dan Faehnle — guitarra
- Claude Giron — violoncelo
- Brant Taylor — violoncelo
- Nicholas Crosa — violino

## Discografia
- Sympathique (1997)
- Hang On Little Tomato (2004)
- Hey Eugene! (2007)
- Splendor In The Grass (2009)
- Joy to the World (2010)
- Get Happy (2013)